# J'aimais bien Rowena
 (mai 2018).
J'aimais bien Rowena est un roman policier de Charles Exbrayat paru en 1974.

## Résumé
Tony Bellano, un agent du FBI, est grièvement blessé lors d’une arrestation mouvementée. Après plusieurs opérations et une longue convalescence, il est mis en retraite anticipée. Avant de rejoindre le lieu qu’il a choisi pour le temps qu’il lui reste, il décide de passer à Santa Yucatta, la ville dont il est originaire, qu’il a quittée pour sa carrière en laissant sur place son meilleur ami, Frank Greenlaw, sa femme Doris, et surtout Rowena Blackwood, avec laquelle il envisageait de se marier, mais qu’il a abandonnée pour partir à Washington en laissant à Franck le soin de lui annoncer sa décision.
De nombreuses fausses notes viennent troubler la joie des retrouvailles avec le passé. Franck, qui est devenu chef de la police de Santa Yucatta, se présente lui-même comme un policier lâche et corrompu, alors que ses concitoyens disent au contraire qu’il est le seul courageux et honnête dans une équipe qui met la ville en coupe réglée. Sa femme, Doris, ne semble pas sincèrement heureuse de revoir Tony. Rowena est morte il y a de nombreuses années, mais lorsque Tony se rend sur sa tombe, cela semble déranger beaucoup de monde, comme s’il y avait là un secret à cacher. Malgré sa santé vacillante et l’opposition de la police locale, qui semble moins sous l’autorité de Franck que sous celle de Brendon Valdez, son adjoint, dont les citoyens de Santa Yucatta disent le plus grand mal, Tony tente de comprendre ce qui s’est passé douze ans plus tôt, après son départ pour Washington.

## Éditions
Le roman paraît initialement en 1974 dans la collection Le Masque sous le no 1345. Il est réédité en 1986 dans la collection Club des Masques sous le no 575.